# Georg Scherer (Märtyrer)

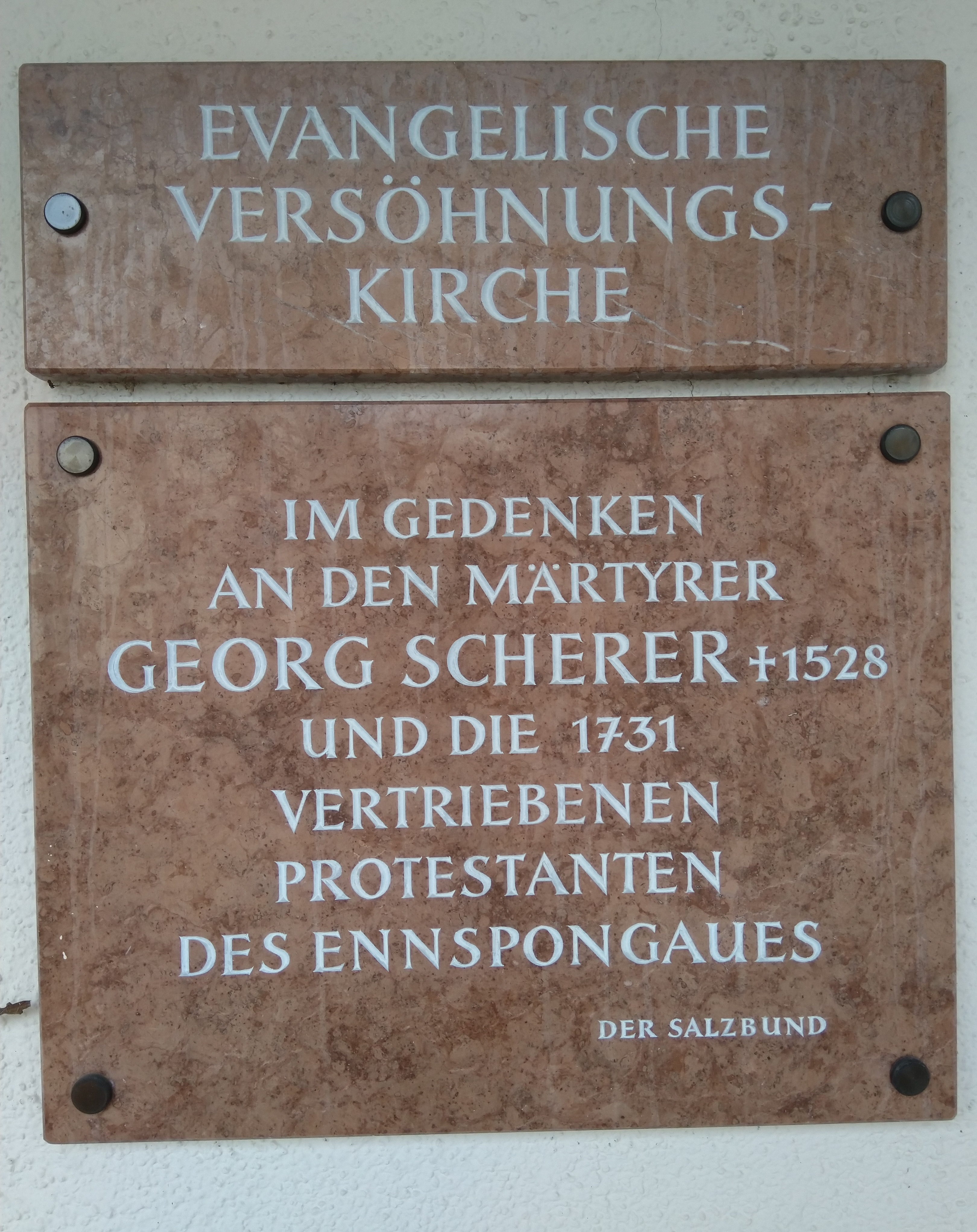
Gedenktafel für Georg Scherer (Versöhnungskirche Radstadt)

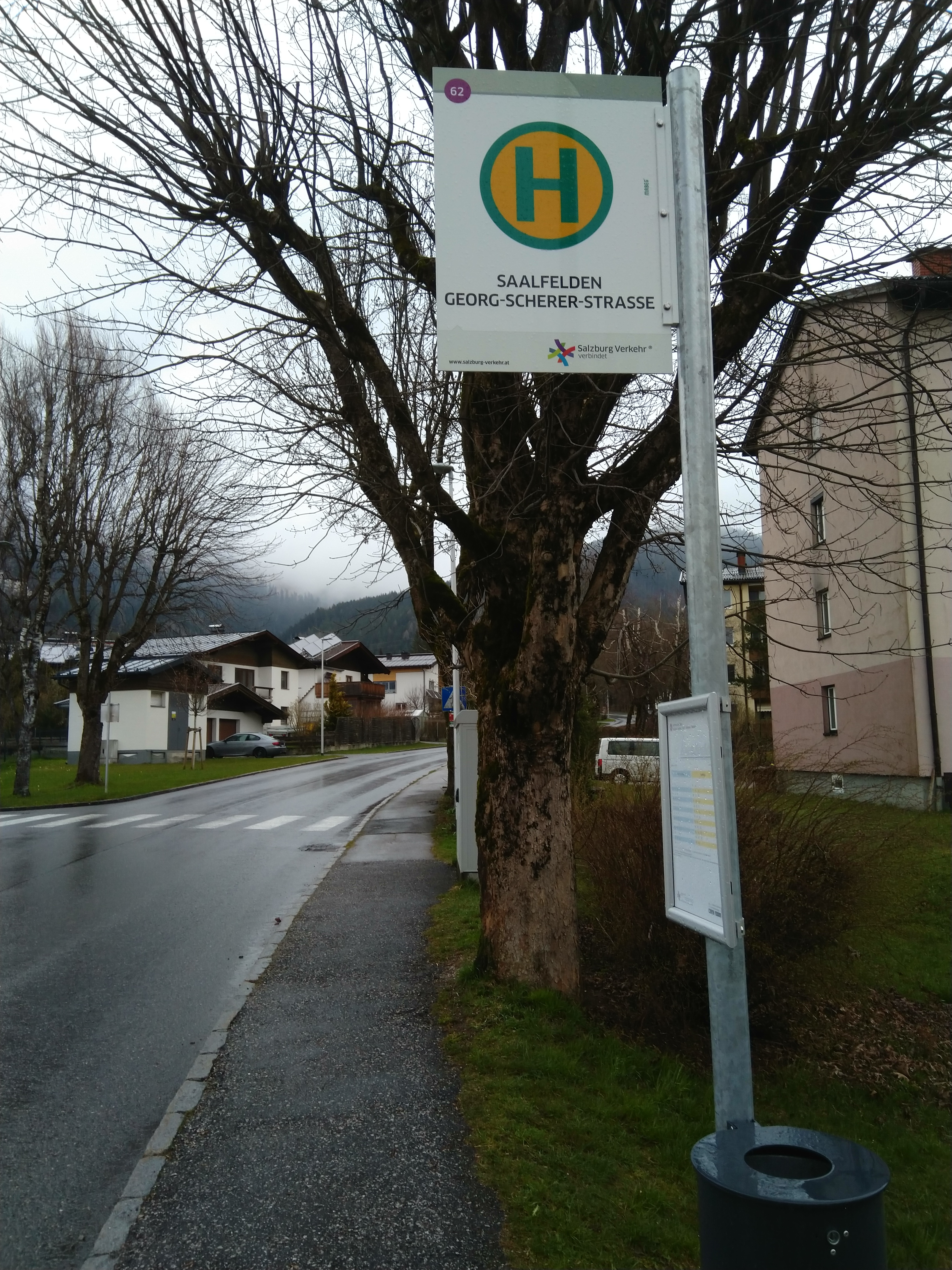
Bushaltestelle in Scherers Geburtsort mit seinem Namen, Stadtviertel Bachwinkl

Georg Scherer (Scheerer, Schärer; * in Saalfelden; † 13. April 1528 in Radstadt) war ein Franziskaner, der als Märtyrer des  Protestantismus hingerichtet wurde.

## Leben
Scherer war zunächst neun Jahre als Weltpriester tätig, dann trat er in den Minoritenorden ein. 1525, nach dreijähriger Zeit im Orden, legte er die Kutte ab, da er „im Orden nichts gefunden habe als Neid, Hass, Zank und Uneinigkeit und ein gleissnerisches Leben“. Scherer fing an, in Radstadt die lutherischen Lehrsätze zu predigen. 1528 wurde er vor dem Salzburger Erzbischof Matthäus Lang als Ketzer angeklagt und ins Gefängnis geworfen. Hier wurden ihm zu verschiedenen Artikeln der christlichen Lehre Fragen vorgelegt, die er schriftlich im Sinne der lutherischen Überzeugung beantwortete. Dieses von ihm verfasste Glaubensbekenntnis gilt als sein geistliches Vermächtnis. Das daraufhin gefällte Urteil lautete, dass er lebendig verbrannt werden sollte; auf Fürsprache wurde das Urteil dahingehend abgeändert, dass er vorher enthauptet, und dann erst sein Körper verbrannt werden sollte. Vor seiner Hinrichtung hielt Scherer der versammelten Gemeinde noch eine kurze Ansprache, in der er darlegte, dass er unschuldig sterbe. Die Rede machte einen solchen Eindruck, dass nach seiner Enthauptung der Körper nicht verbrannt, sondern in der Erde bestattet wurde.

## Wirkungen heute
Die Evangelische Versöhnungskirche in Radstadt erinnert an die Hinrichtung Georg Scherers. Zugleich wird mit der Benennung dieser Kirche auch der Ereignisse des Jahres 1732 gedacht, als im Zuge der Gegenreformation die Protestanten aus dem Salzburger Land auswandern mussten und damals 70 % der Radstädter Bevölkerung ihre Heimat verließen, nicht aber von ihren Glauben ablassen wollten. An der Kirche befindet sich eine Gedenktafel, die an den protestantischen Märtyrer Georg Scherer erinnert. Sein Gedenktag am 13. April ist jedoch nicht im Evangelischen Namenkalender enthalten. In seinem Heimatort Saalfelden (Stadtteil Bachwinkl) gibt es die Georg-Scherer-Straße, in Radstadt den Schererweg.